# Акиев, Адлан Джунидович
Адла́н Джуни́дович Аки́ев (род. 30 марта 1993, Чечня) — российский борец греко-римского стиля, бронзовый призёр чемпионата мира среди студентов, чемпион и призёр чемпионатов России и Европы, обладатель Кубка мира 2017 года, мастер спорта России международного класса (2018).

## Биография
Живёт в Красноярске. Увлёкся борьбой в 2002 году. Занимался под руководством тренеров С. В. Ситникова и А. М. Сариева. Выступал за команды «Академия борьбы Дмитрия Миндиашвили» и СДЮСШОР (Красноярск). Член сборной команды страны с 2017 года. Чеченец.
На чемпионате Европы по борьбе 2021 года, который проходил в Варшаве, российский спортсмен в весовой категории до 82 кг, сумел завоевать золотую медаль, победив в финале Радика Кулиева.

## Спортивные результаты
- Кубок Хапаранды 2012 года — ;
- Первенство Европы по борьбе среди юниоров 2013 года — ;
- Гран-при Ивана Поддубного 2014 года — ;
- Мемориал Булата Турлыханова 2016 года — ;
- Гран-при Ивана Поддубного 2017 года — ;
- Кубок Алроса 2017 года — ;
- Чемпионат Европы 2021 года — ;

### Чемпионаты страны
- Чемпионат России по греко-римской борьбе 2017 года — ;
- Чемпионат России по греко-римской борьбе 2018 года — ;
- Чемпионат России по греко-римской борьбе 2019 года — ;
- Чемпионат России по греко-римской борьбе 2021 года — ;